# Stade sportif gafsien
 (septembre 2024).
Si vous disposez d'ouvrages ou d'articles de référence ou si vous connaissez des sites web de qualité traitant du thème abordé ici, merci de compléter l'article en donnant les références utiles à sa vérifiabilité et en les liant à la section « Notes et références ».
Maillots
Le Stade sportif gafsien (arabe : الملعب الرياضي القفصي), plus couramment abrégé en SS Gafsa, est un club tunisien de football fondé en 1930 et basé dans la ville de Gafsa.
Le club du SSG est la section football du club omnisports du même nom. Il compte également une section de judo, de handball, de volley-ball féminin et d'athlétisme.

## Histoire

### Sporting Club de Gafsa (1928-1959)
C'est en 1928 qu'est créée à Gafsa une seconde équipe de football après la Gafsienne, rattachée à la SNCF. Visant à regrouper les jeunes Gafsiens de différentes nationalités, elle choisit les couleurs rouge et vert. L'autorisation d'activité est obtenue en 1929 et le club s'engage officiellement en 1930 sous le nom Sporting de Gafsa.
Pour sa première saison, le Sporting dispute six matchs en promotion d'honneur Sud-Ouest contre La Gafsienne, le Khanfous Club de Redeyef et la Gazelle sportive de Moularès. Il gagne un match contre le Khanfous (2-1), fait match nul contre la Gazelle et perd quatre matchs.
Son comité directeur est composé notamment de :
- Henri Guilleminot (président) ;
- Mohamed Salah Ben Taïeb (secrétaire général) ;
- Ali Kamergi (trésorier) ;
- Tahar Guetif, Mohamed Guetif, Salah Ben Naceur, Ahmed Ben Ali Khelil et Belgacem Chaouchi (membres).

L'une de ses premières formations est la suivante : Sassi Ben Taïeb, Ammar Jelloul, Fleuriot, Alaya Guetif, Charles, Mansour, Lazhar Zouiga, Mokhtar Belhoula, Ahmed Belhoula (1), Ahmed Belhoula (2) et Joseph Richier. D'autres sources citent également Safta Ben Alaya, Béchir Guabi, Ahmed Saad, Abdellah Zoghbi, Mokhtar Ben Yahya, Ali Kamergi et Mohamed El Arbi Saad[réf. souhaitée].
En 1933, le Sporting remporte le championnat régional mais déclare forfait aux barrages contre les champions du Centre (Savoie de Sousse) et du Sud (Sfax olympique). En 1934, sous la présidence de Charles Nesa et en l'absence de Joseph Richier, passé au Club sportif gabésien, il est à nouveau champion régional et s'illustre aux barrages contre les mêmes adversaires. Il accède donc en division d'honneur Centre-Sud (équivalent d'une Ligue 1 à deux poules). De nouveaux joueurs sont lancés : Hédi Bouhouche, Jelloul Jerandi, Taïeb Bouhouche, Othman Derouiche, Antonio Lantini, etc. Mais la première expérience n'est pas concluante et le club rétrograde.
En 1940, le comité directeur est le suivant :
- Président : René Dupas
- Vice-président : Taïeb Jelloul et Mohamed Meftah
- Secrétaire général : Ali Kamergi
- Secrétaire général adjoint : Mohamed Jelloul
- Trésorier : Mohamed Belhoula
- Trésorier adjoint : Abderrahman Souid
- Membres : Joseph Richier, Salah Ben Naceur, Chedly Sabbara et Ali Guedouar.

Mais ce n'est qu'en 1947 que le club revient aux titres en remportant le championnat du Sud-Ouest mais il perd aux barrages contre le Club sportif sfaxien (appelé alors Club tunisien), champion du Sud par 4-0 à deux reprises. En 1951, entraîné par Félix Chemouny, il fait mieux en remportant son championnat régional et en remportant les barrages Centre/Sud contre la Jeunesse sportive kairouanaise et l'Union sportive gabésienne mais il échoue aux barrages nationaux contre l'Olympique de Tunis. En 1955, il est à nouveau champion de la division d'honneur Sud-Ouest (deuxième division) mais il perd lourdement aux barrages nationaux contre deux grands clubs de l'époque : le Stade tunisien (0-7) et l'Union sportive tunisienne (1-8).
En 1959, Habib Bouterâa prend la présidence du club, alors que Joseph Richier est secrétaire général. La ville de Gafsa comptait alors trois clubs qui se concurrencent (Sporting, Hirondelle et Flèche de Gafsa-Ksar). Les autorités régionales décident de les regrouper en une seule association : l'Union sportive de Gafsa-Ksar (USGK). La présidence du nouveau club échoit à Hechmi Zammel (vice-président du Sporting) mais les inimitiés entre joueurs sont trop fortes et la majorité des joueurs du Sporting refusent de rejoindre le nouveau club, lui préférant le chômage sportif. Deux ans après Richier et ses collègues créent le Stade sportif gafsien.

### SSG (depuis 1962)
Le 16 février 1962, le nouveau club voit le jour sous le nom SSG pour permettre aux anciens du Sporting et aux nombreux jeunes qu'un seul club ne peut contenir de pratiquer leur sport favori.
Le comité est constitué ainsi :
- Président : Houcine Khannoussi
- Vice-président : Kamel Snoussi, Chedly Beltayef
- Secrétaire général : Mansour Karoui
- Secrétaires généraux adjoints : Taïeb Belaïd et Adel Ben Ali
- Trésorier : Abdelaziz Karoui
- Trésorier adjoint : Mohamed Mrad
- Membres : Sadok Arfa, Rached Rouached, Bouraoui Ben Tahar, Mokhtar Azzouz
- Commission technique : Joseph Richier, Slah Glenza, Félix Chemouny, Ahmed Chihaoui et Sadok Arfa

### Disparition puis renaissance
Le club évolue en division 3 Sud-Ouest jusqu'en 1966 où, à la suite d'incidents enregistrés au cours d'une rencontre contre La Palme sportive de Tozeur, il est dissout. Ses meilleurs joueurs rejoignent l'USGK qui devient El Gawafel sportives de Gafsa (EGSG) en 1967.
En 1970, le club est réhabilité et reprend la compétition. Il passe plusieurs saisons en troisième division Sud-Ouest. Si plusieurs présidents se succèdent à sa tête, Joseph (devenu Youssef) Richier ne le quitte plus jusqu'à son décès, lui consacrant son temps, son expérience et son aide financière et assumant différentes fonctions.
En 1987, le club est dissous et fusionné dans l'EGSG pendant une saison, avant d'être à nouveau un club à part entière.
Le Stade sportif gafsien évolue souvent au niveau régional à l'ombre d'El Gawafel sportives de Gafsa jusqu'en 1991, où il monte en Division 2 Sud puis en 2011, année de son accession en Ligue III.
En 2024, le club est décrit ainsi par La Presse de Tunisie : « le Stade Sportif Gafsien, en dépit de son statut de plus ancien club de la région, lutte actuellement dans un marasme profond et se retrouve plongé dans l'oubli ».

## Palmarès
| Palmarès du Sporting                                                                       | Palmarès du Stade sportif gafsien |
| ------------------------------------------------------------------------------------------ | --- |
| - Division promotion d'honneur (Sud-Ouest) (5) : - Champion : 1933, 1934, 1947, 1951, 1955 | - Championnat de Tunisie de troisième division (Sud-Ouest) - Champion : 1980, 1991 - Championnat de Tunisie de quatrième division (Sud-Ouest) - Champion : 1998, 2007 |

## Personnalités

### Présidents
- Houcine Khannoussi
- Kamel Snoussi
- Taïeb Belaïd  (1973-1975)
- Mohamed Salah Belhoula (1975-1976)
- Naceur Mbarek (1976-1978)
- Raouf Hasnaoui
- Mohamed Cherif (1984-1987) et (1991-1994)
- Khaled Mufti (1987-1988)[Note 3]
- Amor Abboudi (1988-1991) et (1998-1999)
- Abdelaziz Belarbi (1994-1995)
- Noureddine Aoua (1995-1996)
- Abdelmajid Kehila (1996-1997)
- Mahmoud Abboud (2000-2005)
- Fayçal Daly (2005-2010)
- Rachid Zriba (2010-2012)
- Jihed Zarrouk (2012-2014)
- Nourredine Ben Rebah (2014-?)
- Bouali Chwaya (?- )

### Entraîneurs
- 1972-1974 : Azzam Kessaïbi
- 1974-1975 : Azzam Kessibi puis Hmida Zitouni
- 1975-1977 : Amor Bellil
- 1977-1978 : Amor Bellil puis Naceur Maaloul Karoui
- 1978-1979 : Azzam Kessaïbi
- 1979-1981 : Hédi Bejia
- 1981-1983 : Abdelhafidh Arfa
- 1983-1985 : Sassi Belhoula
- 1985-1986 : Hédi Bejia
- 1986-1987 : Kamel Zriba
- 1988-1990 : Kamel Zriba
- 1990-1991 : Sassi Belhoula
- 1991-1992 : Sassi Belhoula puis Sami Radhouani
- 1992-1993 : Hédi Bejia
- 1993-1994 : Sami Radhouani puis Mongi Dhahri
- 1994-1995 : Ezzedine Khemila
- 1995-1996 : Abdelhafidh Arfa puis Hassen Henchiri
puis Slim Aissaoui
- 1996-1998 : Jamel Bellil
- 1998-1999 : Slim Aissaoui puis Abdelkader Tombari
- 1999-2000 : Naceur Maaloul Karoui
- 2000-2001 : Abdelhafidh Arfa
- 2003-2004 : Kaïs Karoui puis Ali Jerbi
- 2004-2005 : Ali Jerbi
- 2006-2007 : Naceur Maaloul Karoui
- 2007-2008 : Slim Aissaoui puis Hichem Mufti
- 2008-2009 : Sami Radhouani puis Sami Jomâa
- 2009-2010 : Moundher Makhlouf puis Ismaïl Abbadi
- 2010-2011 : Jihed Zarrouk
- 2011-2012 : Sami Radhouani puis Jihed Zarrouk
- 2012-2013 : Slim Aissaoui puis Bouali Chouaya
- 2013-2014 : Slim Aissaoui puis Jihed Zarrouk
- 2014-2015 : Jamel Hajji puis Sami Radhouani
- 2015-2016 : Bouali Chwaya
- 2016-2017 : Slim Issaoui
- 2017-2018 : Sami Jemaa puis Wael Daab
- 2018-2019 : Bouali Chwaya
- 2019-202.. : Sami Jemaa